# Luiz Bonfá
Luiz Floriano Bonfá (17 de octubre de 1922 - 12 de enero de 2001) fue un guitarrista y compositor brasileño. Fue conocido por las composiciones que escribió para la película Orfeo negro.

## Discografía
- 1955 Luiz Bonfá (10", Continental LPP-21)
- 1956 De Cigarro em Cigarro (10", Continental LPP-53)
- 1956 Noite e Dia with Eduardo Lincoln (Continental LPP-3018)
- 1956 Meia-Noite em Copacabana (Polydor LPNG 4004)
- 1956 Edu N.2 (Rádio 0036-V)
- 1956 Orfeu da Conceição (Odeon MODB-3056)
- 1957 Alta Versatilidade (Odeon MOFB-3003)
- 1957 Violão Boêmio (Odeon MOFB-3014)
- 1958 Ritmo Continentais (Odeon MOFB-3020)
- 1958 Bonfafá with Fafá Lemos (Odeon MOFB-3047)
- 1958 Luiz Bonfá e Silvia Telles (Odeon BWB-1040)
- 1958 Meu Querido Violão (Odeon MOFB-3076)
- 1958 Toca Melodias das Américas (Imperial 30009)
- 1958 ¡Amor! The Fabulous Guitar of Luiz Bonfa (Atlantic SD 8028)
- 1959 Black Orpheus (Orfeu Negro) O.S.T., with Antônio Carlos Jobim (Epic LN3672; 10", Philips B76.470R; re-released also on Fontana and Verve)
- 1959 O Violão de Luiz Bonfá (Cook 1134)
- 1960 A Voz e o Violão (Odeon MOFB-3144)
- 1960 Passeio no Rio (Odeon BWB-1151)
- 1961 Pery Ribeiro (Odeon 7BD-1011)
- 1961 Luiz Bonfá (Odeon 7BD-1017)
- 1961 Pery Ribeiro e Seu Mundo de Canções Românticas (Odeon MOFB-3272)
- 1961 Sócio de Alcova (RCA LCD-1007)
- 1962 O Violão e o Samba (Odeon MOFB 3295)
- 1962 Le Roi de la Bossa Nova (Fontana 680.228ML)
- 1962 Bossa Nova no Carnegie Hall (Audio Fidelity AFLP 2101)
- 1962 Luiz Bonfá Plays and Sings Bossa Nova (Verve V6-8522)
- 1962 Le Ore dell'amore (C.A.M. CEP.45-102)
- 1963 Caterina Valente e Luiz Bonfá (London LLN 7090)
- 1963 Jazz Samba Encore! (Verve V6-8523)
- 1963 Recado Novo de Luiz Bonfá (Odeon MOFB 3310)
- 1963 Violão Boêmio Vol. 2 (Odeon SMOFB 3360)
- 1964 Rio (Columbia CS 9115)
- 1965 The Gentle Rain O.S.T., with Eumir Deodato (Mercury SR 61016)
- 1965 Quincy Plays for Pussycats (Mercury SR 61050)
- 1965 The Shadow of Your Smile (Verve V6-8629)
- 1965 Braziliana (Philips PHS 600-199)
- 1965 The New Sound of Brazil (RCA LSP-3473)
- 1965 The Movie Song Album (Columbia CS 9272)
- 1965 The Brazilian Scene (Philips PHS 600-208)
- 1967 Pour un amour lointain (United Artists 36.123 UAE)
- 1967 Luiz Bonfá (Dot DLP 25804)
- 1967 Stevie & Eydie, Bonfá & Brazil (Columbia CS 9530)
- 1967 Luiz Bonfa Plays Great Songs (Dot DLP 25825)
- 1968 Black Orpheus Impressions (Dot DLP 25848)
- 1968 Bonfá (Dot DLP 25881)
- 1969 My Way (Reprise FS 1029)
- 1969 I Got a Woman and Some Blues (A&M SP-9-3025)
- 1970 The New Face of Bonfa (RCA LSP-4376)
- 1971 Sanctuary (RCA LSP-4591)
- 1972 Introspection (RCA FSP-297)
- 1973 Jacarandá (Ranwood R-8112)
- 1978 Bonfá Burrows Brazil (Cherry Pie CPF 1045)
- 1989 Non-Stop to Brazil (Chesky JD29)
- 1992 The Bonfá Magic (Caju 511.404-2)
- 1992 The Brazil Project (Private Music 82101)
- 1992 The Brazil Project 2 (Private Music 82110)
- 2005 Solo in Rio 1959 (Smithsonian Folkways SFW CD 40483)
- 2015 Strange Message